# Retablo mayor de la iglesia de Rioparaíso

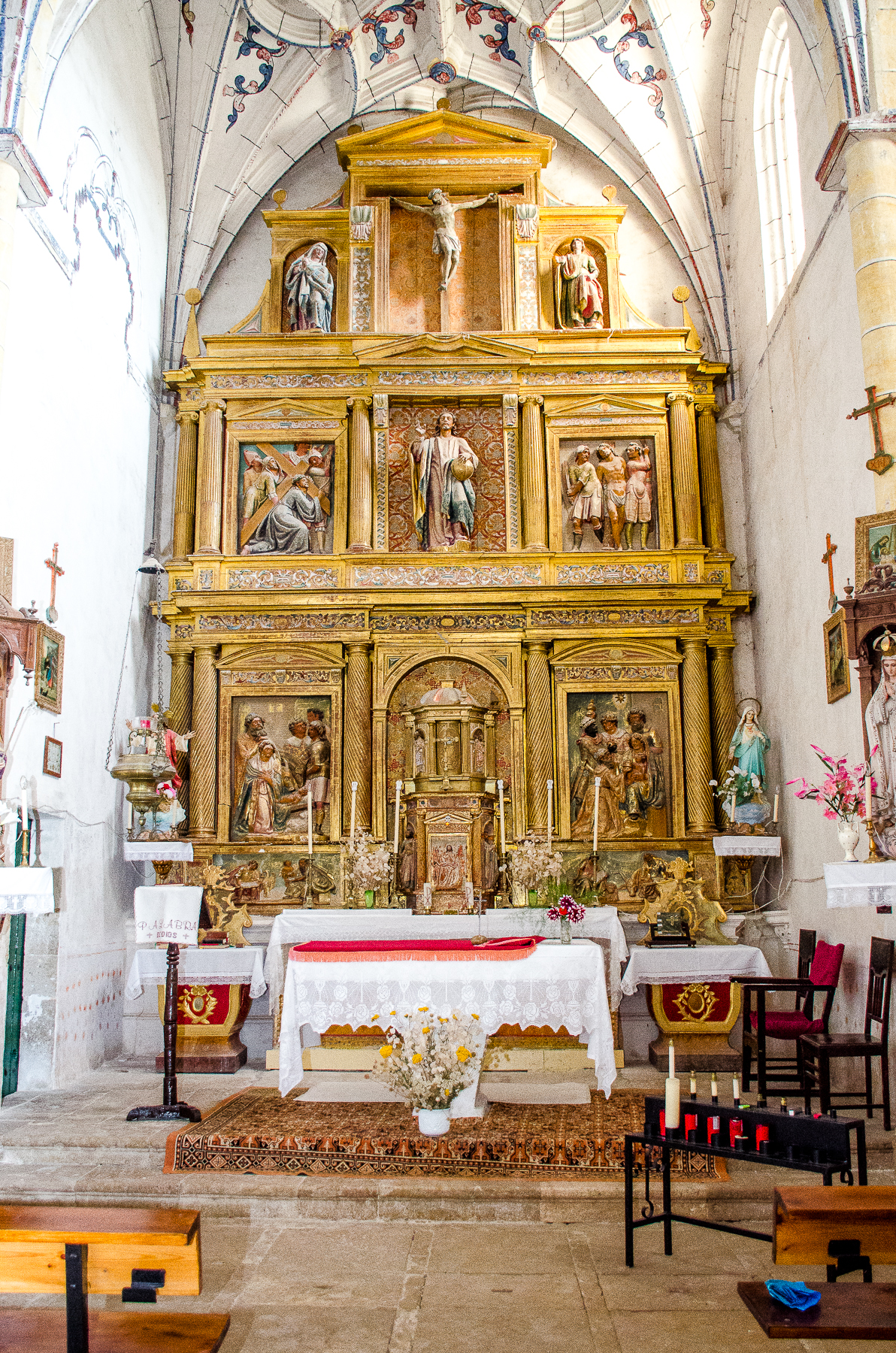
Retablo mayor de la iglesia de San Salvador de Rioparaíso.

El retablo mayor de la iglesia parroquial de Rioparaíso es clasicista, de Pedro Beci, Diego Cicero y Francisco Rubalcaba o de Sobremazas, con imágenes y relieves.
Está datado en 1621.

## Retablo mayor de la iglesia parroquial de Rioparaíso.
Este retablo está situado tras el altar mayor de la iglesia parroquial de El Salvador de Rioparaíso (Burgos), la cual se encuentra en la zona norte de la localidad. Los autores y ensambladores de la obra fueron Pedro de Beci y Diego de Cicero.
Esta obra data de 1621, aunque se deduce que el retablo fue acabado en 1617, dado que en dicho año el maestro Diego de Cicero ya había fallecido. Cicero ya tenía experiencia en cuanto a realizar este tipo de trabajos, como se puede observar en distintas obras en Carrión de los Condes (Palencia) y en Villadiego (Burgos).
El relicario fue dorado en 1636 por Juan Fernández y, posteriormente, en 1671, fue dorado el resto del retablo por Jacinto Díaz de Losa.

## Historia
La escultura del retablo fue realizada por Francisco Rubalcaba sobre 1625, aunque fue su hijo, con el mismo nombre, quien se encargó de cobrar las partidas adeudadas, en 1626. 
El retablo mayor de la iglesia de Rioparaíso está compuesto de esculturas de bulto y relieves.
La principal talla representa la imagen de El Salvador y es una escultura de bulto. Se caracteriza por sus influencias romanistas ya que aparece provista de una gran corpulencia, en particular el torso. Se puede apreciar que la pierna izquierda está levemente adelantada y un poco flexionada respecto a la pierna derecha. El personaje sostiene un globo terráqueo con la mano izquierda, mientras que con la mano derecha ligeramente levantada simboliza la acción de bendecir. Su rostro manifiesta algunos rasgos romanistas como la tensión contenida. Los paños se tratan a base de gruesos pliegues dotados de ciertas angulosidades. Por otra parte, se pueden observar influencias barrocas en el trato y su leve alargamiento.
La talla de la Virgen conserva ciertos rasgos romanistas, a diferencia de la talla de San Juan en la que se observan rasgos más avanzados gracias al trato anguloso de los paños y su constitución abierta. 
En cuanto a los relieves, no son tan evidentes las innovaciones y aun se pueden percibir los elementos ligados a la tradición de la segunda mitad del siglo XVI. 

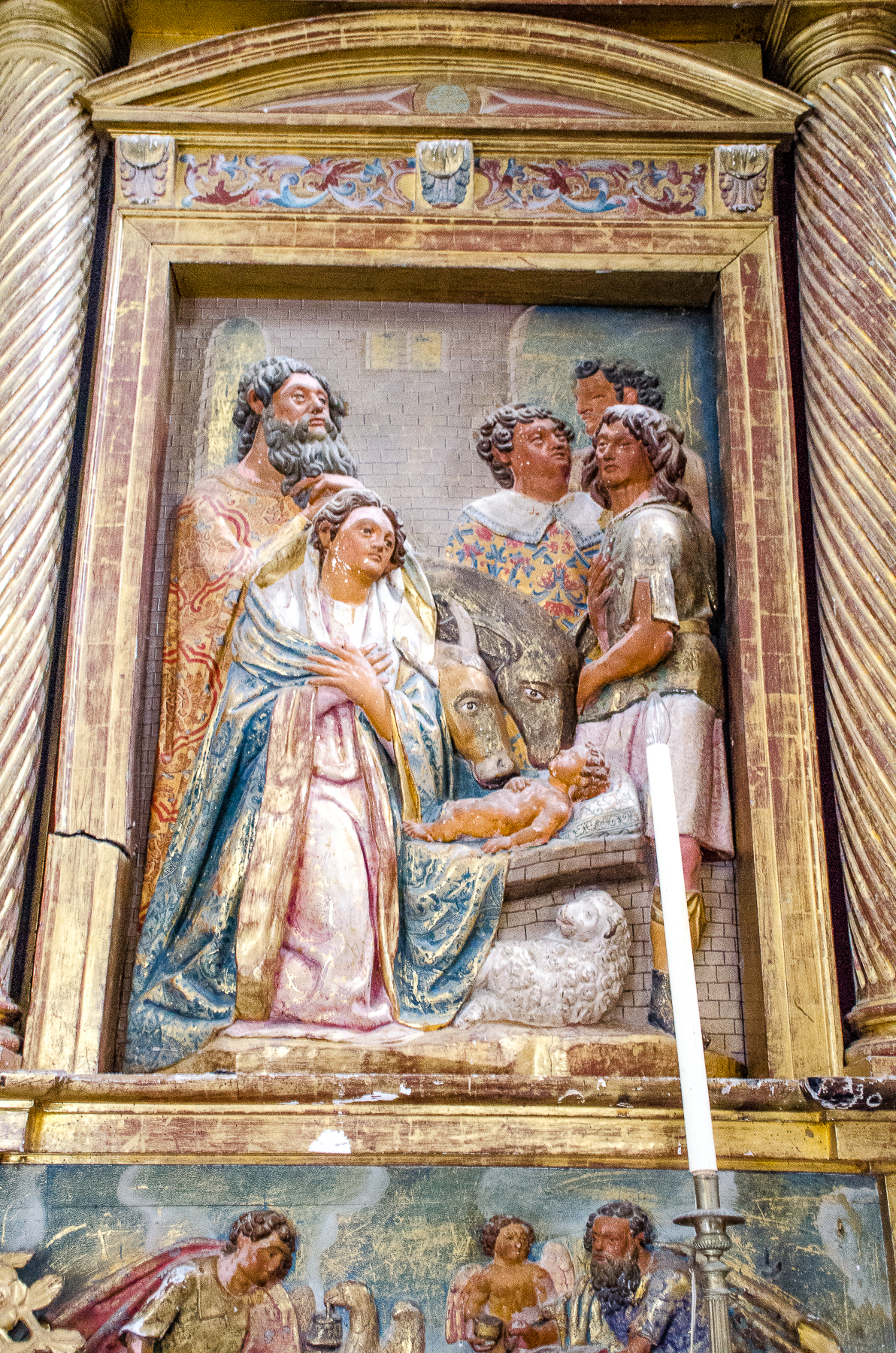
Detalle del retablo.

## Descripción y características de la obra
Un retablo se define como una estructura de carácter arquitectónico o escultórico que sirve para decorar el muro situado detrás del altar de una iglesia o catedral.
Este retablo se alza sobre un banco y consta de dos cuerpos divididos en tres calles. Los soportes del primer cuerpo son columnas entorchadas de carácter dórico y los del segundo cuerpo son de carácter jónico con forma estriada. En el banco figuran los relieves de los Evangelistas San Mateo, San Marcos, San Juan y San Lucas, obras con tradición romanista. Estas figuras están dispuestas de manera envolvente y circular. Además, todos ellos aparecen sentados y con sus atributos iconográficos específicos, es decir, con sus características identificativas, como pueden ser algunos rasgos físicos (gran corpulencia, rostros serios), sus ropajes o ciertos objetos o animales que los acompañan. Los fondos carecen de paisajismo y se caracterizan por su neutralidad. 
En el primer cuerpo se encuentran un par de relieves que aluden a la Adoración de los Pastores y de los Magos, con una clara estética romanista. Se caracterizan por un carácter cerrado, fondos sencillos y una gran impresión de planismo. En el segundo cuerpo aparecen otros dos relieves con forma cuadrangular aludiendo a escenas de la Pasión. En estos aun se aprecian rasgos romanistas; el primero representa la flagelación del Cuerpo de Cristo, quien aparece semidesnudo, en el centro de la escena, caracterizado por su fuerza sobrehumanizada. A cada lado se observan dos sayones que tratan de demostrar maniqueísmo en sus rostros para contrastar la serenidad de Cristo.   
El remate final tiene forma piramidal y sus imágenes de El Calvario son de muy baja calidad. Las esculturas del tabernáculo guardan cierta semejanza con las de Palazuelos de Villadiego. También resalta la portezuela con el relieve de Cristo Resucitado y varias imágenes de reducido tamaño de San Pablo y de San Pedro abastecidas de una gran dignidad.